# Лирой Дженкинс

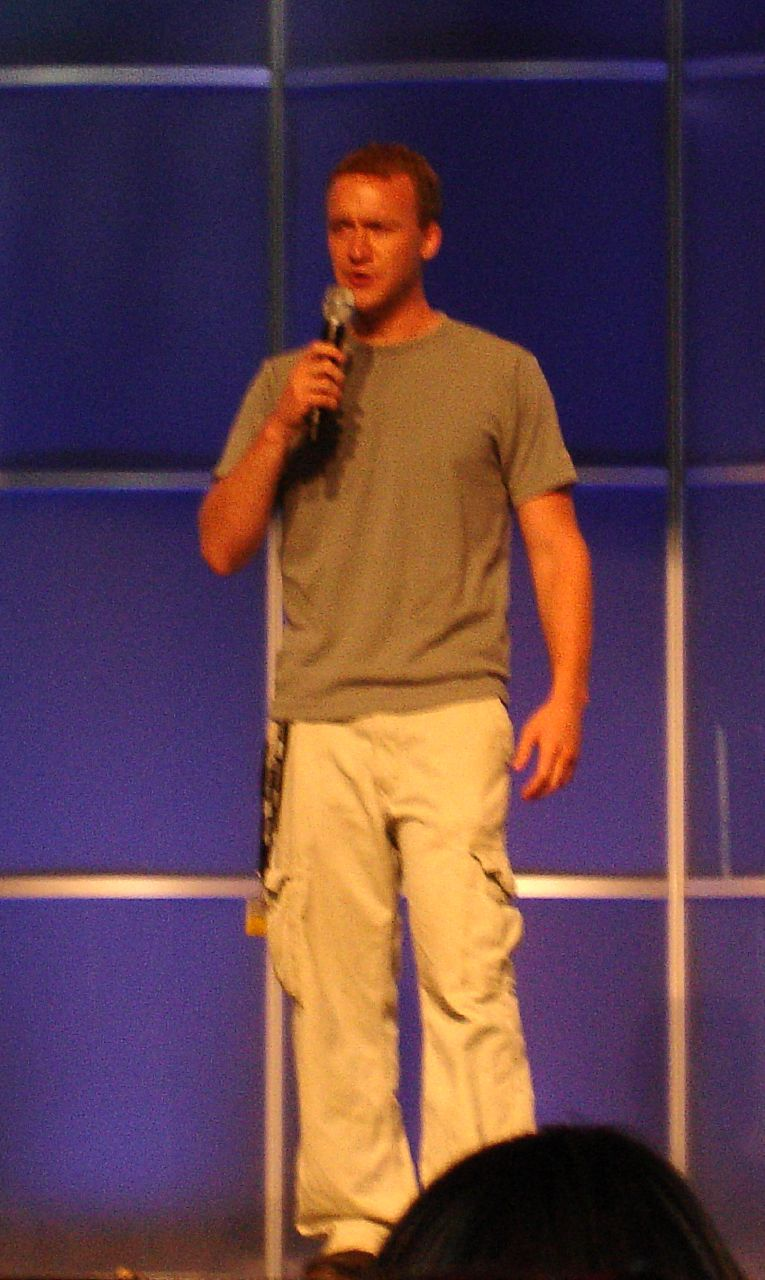
Бен Шульц, создатель Лироя Дженкинса на BlizzCon 2007

Лирой Дженкинс (англ. Leeroy Jenkins) — интернет-мем, виртуальный персонаж из игры World of Warcraft, созданный и управляемый игроком Беном Шульцем. Прославился за счёт комичной видеозаписи, изображающей его глупый поступок во время кооперативного прохождения одного из подземелий игры: в видео игроки обсуждают сложный план действий перед битвой, после чего Лирой Дженкинс неожиданно бросается в атаку, выкрикивая собственное имя в качестве боевого клича, разрушает план и губит всю группу. Ролик с Лироем Дженкинсом был постановочным, изначально созданным как сатира на наивный дизайн подземелья. Благодаря популярности видео известность Лироя Дженкинса распространилась далеко за пределы сообщества игроков в World of Warcraft, проникнув в массовую культуру. 
Видеоролик с «подвигом» Лироя Дженкинса был записан и выложен 11 мая 2005 года на сайте warcraftmovies.com, позволяющем пользователям загружать свои видеозаписи геймплея World of Warcraft. На конец 2017 года эта видеозапись имела свыше 2 миллионов просмотров, а её копия, размещенная в 2006 году на YouTube — свыше 47 миллионов. 

## Содержание видео
Действие видео с участием гильдии (группы игроков) Pals for Life происходит в подземелье World of Warcraft под названием Upper Blackrock Spire («Пик Чёрной горы (Верхняя часть)» в русской версии игры), рассчитанном на прохождение группой из 10-15 игроков. В видео группа игровых персонажей стоит перед входом в наполненную драконьими яйцами комнату Rookery («Гнездовье»): яйца охраняет группа противников, и если наступить на яйцо, из него вылупится ещё один враг-дракончик. Игроки обсуждают планы прохождения через систему голосовой связи Ventrilo. Глава группы излагает преувеличенно сложный и опасный план действий; другой его товарищ в ответ на просьбу подсчитать вероятность выживания оценивает её как 32,3333%. Игроки упоминают, что одному из членов группы — паладину Лирою Дженкинсу — нужен предмет под названием «Наплечники Набожности». Внезапно на связи появляется сам Лирой Дженкинс — Шульц, во время обсуждения отлучавшийся, по-видимому, за едой. Его персонаж с истошным криком «Ладно, кореша, я вернулся! Давайте сделаем это! Лиро-о-ой Дженкинсссс!!!» вбегает в комнату, другие члены гильдии невольно устремляются за ним, и в создавшемся хаосе все персонажи быстро погибают. За кадром игроки ругают глупость Шульца, на что тот спокойно отвечает «Зато у меня есть курица». 
Ролик был опубликован среди вполне серьёзных видеозаписей, а Лирой Дженкинс (Шульц) был позже исключен из гильдии под предлогом, что он уже не первый раз подставил группу. Тем не менее, в игровом сообществе практически сразу появились подозрения, что ролик является постановочным. Участники гильдии на официальном форуме игры обратились к сотрудникам Blizzard Entertainment с сообщением, что Гнездовье слишком сложно для прохождения, приложив к нему всё тот же ролик. Утверждалось, что это уже седьмая неудачная попытка пройти Гнездовье. На вопросы о том, был ли ролик постановочным, Шульц обычно отвечал: «Как по мне, пусть люди сами решают — так веселее». Его товарищи косвенно признавали, что ставший знаменитым ролик был постановочным, но настаивали, что воспроизводили в ролике реальный случай из игры. 
В конце 2017 года записавший ролик игрок Бен Винсон в интервью для сайта Kotaku признался, что видео действительно было постановочным с самого начала: группа записала множество, на его взгляд, более смешных роликов, но знаменитым стал только ролик с Лироем. По словам Винсона, видео задумывалось как сатира на наивный дизайн подземелья, в котором проблемы могли возникнуть только у очень глупых игроков: всё, что требуется от игроков — просто не наступать на яйца. Создатели ролика даже не ожидали, что их видео кто-то будет воспринимать всерьез. Винсон вспоминал, что ролик в кратчайшие сроки приобрел большую популярность — вплоть до угрозы отключения сервера провайдером из-за перегрузки канала большим количеством просмотров. Винсон и Шульц также опубликовали одну из предварительных версий ролика, отличающуюся от той, что прославила Лироя Дженкинса.

## Последствия, отражения в популярной культуре

### Последующие события
Видеозапись была выложена в интернете, что и породило огромное количество поклонников и завистников. В WoW появилось множество персонажей с различными вариациями имени Лирой. Шульц жаловался, что его в World of Warcraft преследовал некий поклонник по имени Leeroy's Apprentice (рус. ученик Лироя), желающий постоянно сопровождать знаменитого Лироя Дженкинса; Шульц посчитал его ненормальным.
Ролик с Лироем Дженкинсом является машинимой, использующей графику проприетарной компьютерной игры. Это означало, что Шульц или его товарищи из гильдии Pals for Life не могли легко отстоять свои авторские права в суде или извлечь коммерческую выгоду из своей неожиданной славы. Blizzard Entertainment воспользовалась популярностью ролика с героем, включив паладина Лироя Дженкинса во вселенную Warcraft и использовав его образ в самой игре и различных рекламных материалах. Одно из достижений, введенных в дополнении World of Warcraft: Wrath of the Lich King, называется «Лиииииироооооой!», для его получения необходимо убить 50 дракончиков в том самом Гнездовье за 15 секунд, также игрок получает звание «Дженкинс». В более поздней версии 6.0 достижение было перенесено в раздел «Наследие» (что означает невозможность его выполнения), однако, было добавлено альтернативное достижение «Ли-и-и-и-и-и-и-и-ирой?..», доступное в актуальной версии игры, получение данного достижения помимо звания позволяет также нанять Лироя в качестве соратника в гарнизон. 
В коллекционную карточную игру World of Warcraft Trading Card Game была включена карточка с изображением Лироя Дженкинса, проиллюстрированная художником Майклом Крахуликом, более известным как один из авторов комикса Penny Arcade. При этом была обойдена неловкая расовая тема: все персонажи в гильдии Pals for Life носили имена, характерные для этнических меньшинств в США, как, например, Abdul (Абдул) или Jamaal (Джемаль), в то время как управлявшие ими игроки были белыми. Имя Leeroy является характерным для чернокожего населения США, то есть, вероятно, Лирой Дженкинс задумывался как карикатурный чернокожий персонаж. Несмотря на это, Крахулик изобразил Лироя Дженкинса на иллюстрациях в виде седовласого белого мужчины. Фигурка Лироя Дженкинса с куриной ножкой в руке также была включена в настольную игру World of Warcraft Miniatures Game. Схожая карта с Лироем Дженкинсом была включена и в виртуальную коллекционную карточную игру Hearthstone: Heroes of Warcraft. В 2015 году голливудский сценарист Гэри Уитта, работавший над сценарием к фильму «Варкрафт», сообщал, что включал Лироя Дженкинса в свой вариант сценария в качестве шутки для посвященных; после этого сценарий фильма был многократно переписан другими сценаристами, и сцена с Лироем Дженкинсом в окончательную версию не вошла.

### Отсылки на мем в культуре
Для вышедшего в 2009 году комедийного фильма «Начало времён» режиссёра Гарольда Рэмиса была отснята шуточная сцена — инсценировка ролика с Лироем Дженкинсом с участием актёров Винни Джонса и Кристофера Минц-Плассе; последний сыграл роль, аналогичную роли Лироя Дженкинса в оригинале. В сцене актёры дословно воспроизводят изобилующие характерным жаргоном World of Warcraft диалоги из знаменитого ролика. Эта сцена не вошла в собственно фильм, но была помещена на DVD-диск в качестве бонуса. Похожим образом на DVD-диске мультфильма «Монстры против пришельцев» присутствовал фрагмент, основанный на ролике с Лироем Дженкинсом — в виде набора раскадровок с закадровым озвучиванием, сделанным актёрами Кифером Сазерлендом и Сетом Рогеном. Эта версия не так близка к оригиналу, как вариант из «Начала времён», но крик «Лирой Дженкинс!» в исполнении Сета Рогена в нём присутствует.
В 2009 году в газете Armed Forces Journal — периодическом издании для вооруженных сил США — была опубликована статья под названием «Давайте сделаем это: Лирой Дженкинс и американский способ работы военных советников», написанная капитаном Робертом Чемберленом. Статья в целом была посвящена критике действий американских военных советников в Ираке, осуждая их склонность к штурмовщине и невежество в тех самых вопросах, которыми они должны были заниматься; статья также кратко пересказывала содержание видео с Лироем Дженкинсом в качестве иллюстрации — противопоставления вдумчивого планирования и привычки бросаться в бой очертя голову. Эта статья получила освещение в различных ориентированных на более широкую аудиторию изданиях как примечательный пример проникновения интернет-мема из компьютерной игры в очень далекую от неё сферу. Похожим образом в 2017 году майор Роберт Филлипсон в статье «Лирой Дженкинс и тактика поручений», опубликованной в журнале Military Review использовал образ Лироя Дженкинса для иллюстрации концепции тактики поручений, большей самостоятельности младших командиров по сравнению с централизованным управлением войсками; Филлипсон отчасти оправдывал персонажа ролика и предполагал, что Лирой увидел некое окно возможностей и попытался воспользоваться им вопреки планам командования. На страницах того же издания отставной майор Стивен Миллер вступил в полемику со статьей Филлипсона, доказывая, что Лирой Дженкинс является образцом некомпетентности, и не следует использовать его как положительный пример тактики поручений.
В эпизоде мультсериала «Южный парк» «Занимайтесь любовью, а не Warcraft’ом» имя Дженкинс носит грифер — игрок, который играет лишь для того, чтобы портить игру другим.